# USS LST-448
O USS LST-448 foi um navio de guerra norte-americano da classe LST que operou durante a Segunda Guerra Mundial.